# Alfonso Varano
Alfonso Varano, né le 13 décembre 1705 à Ferrare et mort dans cette même ville le 23 juin 1788, est un poète italien.

## Biographie
Alfonso Varano naquit à Ferrare le 13 décembre 1705. Quoiqu’il mît beaucoup de prix au nom historique qu’il portait, il ne s’en tint pas à ce genre d’illustration, et voulut y réunir le mérite littéraire. Après avoir passé plusieurs années au collège des Nobles de Modène, où il eut pour maître l’abbé Tagliazucchi, qui de son école répandit le bon goût en Italie, il revint dans sa patrie, à l’âge de dix-neuf ans. C’était l’époque où les jeunes gens des premières familles se livraient à une oisiveté complète et à tous les désordres qui en sont la suite. Varano se voua au contraire entièrement aux lettres et surtout à la poésie. Le seul tribut qu’il paya aux travers de son temps fut de choisir pour sujet de ses premières poésies une Philis vraie ou supposée. Cependant ses vers érotiques mêmes se distinguaient de ceux qu’on faisait alors par la nouveauté des idées et des images, et par une élocution sobre et choisie. Bientôt, quittant tout à fait les traces de ses contemporains, il rendit le premier à la poésie italienne cette gravité, cet accent mâle et cette élévation que Dante lui avait donnés, et dont on s’était tant écarté depuis. Plus tard, Varano s’essaya avec peu de succès dans l’art dramatique. Après une vie longue et paisible, remplie de sentiments religieux et passée dans la culture des Muses, il mourut le 23 juin 1788.

## Œuvres
- Opere poetiche, Parme, 1789, 3 vol.[2] ; le premier contient Rime giovanili, pastorali, sacre, profane, anacreontiche e scherzevoli ; le second contient Visioni sacre e morali. Cette œuvre poétique donna une nouvelle direction à la poésie italienne. Les Muses de ces contrées ne chantaient plus que les amours. Dans les autres sujets mêmes, on ne pouvait saisir la pensée noyée dans un déluge de mots. Au milieu de cette aberration universelle, les Visions de Varano frappèrent vivement les esprits. On y vit l’enthousiasme soumis à la règle. On sentit tout ce qu’il y avait de profond dans la pensée, de fini dans les vers. Varano, imitant le Paradis du Dante, n’en fut que plus sublime ; mais il cessa quelquefois d’être clair. Le spiritualisme des sujets et la manière originale de les traiter forcent parfois Varano à s’envelopper de nuages ; mais il en sort avec des traits de lumière. Ces Visions eurent un autre avantage. Elles éveillèrent un génie encore plus poétique, qui, au lieu du Paradis, prit pour modèle l’Enfer et le Purgatoire du Dante, où les passions humaines sont mises en jeu avec une grande énergie. Monti, en prêtant les charmes de l’imagination à des objets et à des intérêts plus sensibles, a complété la réforme poétique et a répandu le goût épuré et sévère dont Varano avait donné le signal. Le troisième volume des Œuvres poétiques de celui-ci renferme le Demetrio, tragédie qui eut six éditions, dont la dernière est de Parme, 1789 ; Giovanni di Giscala, tiranno del tempio di Gerusalemme ; et Agnese, martire del Giappone, tragédies.